# リュック・タイマンス
リュック・タイマンス（Luc Tuymans、1958年 - ）は、ベルギー生まれの画家である。

## 略歴
- 1958年、ベルギーのアントウェルペン州モルツェルに生まれる。
- 1976年、アントウェルペン王立芸術学院、ベルギー自由大学などで学ぶ。
- 1985年、ベルギーのオステンドで初個展。
- 1992年、ドクメンタ9に参加。
- 2001年、ヴェネツィア・ビエンナーレのベルギー館に出品。
- 2004年、テート・モダンほかで個展。
- 2009年、サンフランシスコ近代美術館、シカゴ現代美術館、ブリュッセル・パレ・デ・ボザールほかで回顧展巡回。

## 作品
室内、家族写真、壁紙の模様などの平凡なものから、ホロコーストなどの歴史的事件まで、幅広い対象を描く。淡い色彩で描かれており、映画撮影の経験から絵画のトリミング、クローズアップ、フレーミングの重視、シークエンス化といった手法を特徴としている。タイマンスは、表象とは部分的であることや主観的てあることから逃れられない一方で、意味というものは記憶と同じように、独立した断片を集めることを通して、ようやく作り上げるのだと考え、表象のあり方を、絵画を通して再検証しようとしているといえる。